# Bataille de la rivière Irpine
Ne doit pas être confondu avec Bataille d'Irpin.
Expansion du grand-duché de Lituanie
La bataille de l'Irpine marque le point final de la conquête victorieuse des villes du grand-duché de Kiev en 1321. L’armée lituanienne du prince Gediminas écrasa la coalition des princes rus' au nord de Kiev. Les villes de la région durent faire leur soumission aux conquérants du Nord.

## Contexte

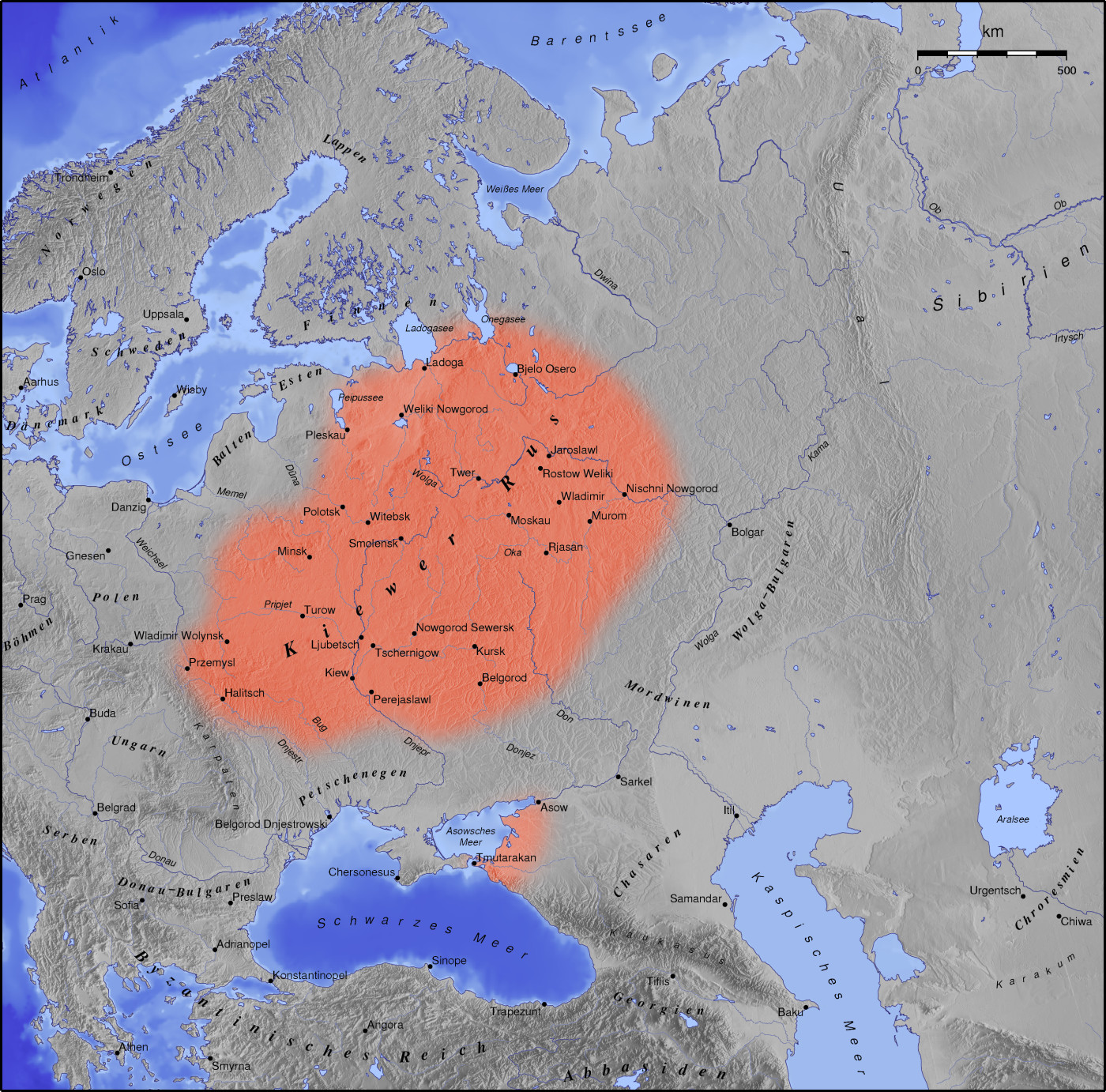
La Rus' de Kiev au XI.

Les principautés vassales du grand-prince de Kiev : Tchernigov et Pereïaslav, avaient conclu, sous la bannière de Stanislas de Kiev, de Roman de Briansk et d’Oleg de Pereiaslav, une coalition contre le grand duc de Lituanie, Gediminas. Ils avaient trouvé des alliés auprès de Lev de Loutsk, transfuge de la principauté de Galicie-Volhynie, que les Lituaniens venaient de conquérir. Néanmoins, les armées coalisées, très affaiblies par l’invasion mongole et le dépeuplement des territoires de la Rus', ne pouvaient plus aligner que de très maigres effectifs.

## Déroulement
Gediminas avait lancé sa campagne depuis Brest. Après s'être emparé des places d’Ovroutch et de Jytomyr, il poursuivit en direction de Kiev « pillant et incendiant tout sur son passage. » C'est en franchissant l'Irpine, à 30 km au nord de Kiev, qu'il se trouva face à l'armée ruthène. Au cours de l'engagement qui s'ensuivit, la droujina ruthène prit la fuite au prix de lourdes pertes.
La ville de Kiev dut remettre sa reddition au prince Gediminas et embrasser le statut de vassal de Gediminas. Stanislas s’enfuit vers la principauté de Riazan. Les autres villes de la Rus' : Pereïaslav, Poutivl, Vichgorod, Kanev et Belgorod ne purent s'opposer longtemps à l'invasion et se rendirent à leur tour.

## Conséquences

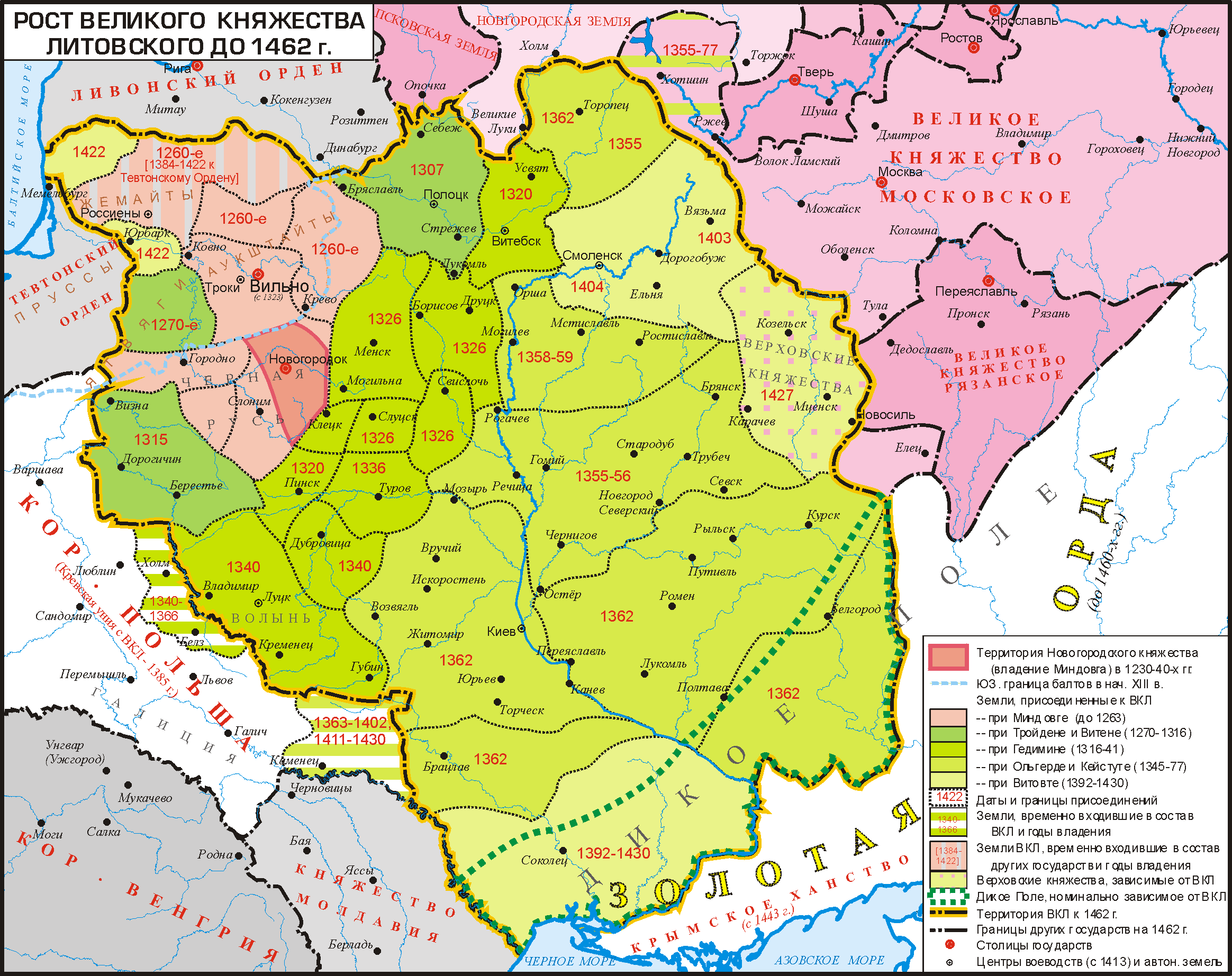
Expansion du grand-duché de Lituanie jusqu'en 1462

La bataille de l’Irpine représente une expansion énorme du grand-duché de Lituanie, aux dépens des principautés slaves, et elle va jouer un rôle décisif dans la suprématie de la Lituanie au sein de l'union de Lublin. Pendant des décennies, les territoires ruthènes, devenus vassaux, devront acquitter, outre le tribut à la Horde d'or, un autre tribut à la Lituanie. Et lorsqu'en 1362, le grand-duché de Lituanie vaincra la Horde d'or à la bataille des Eaux Bleues, ils seront définitivement annexés au grand-duché. Ils seront ensuite conquis très progressivement par Moscou et ce n'est qu'avec la bataille de la Vedrocha, vers 1500, que le grand-duché de Lituanie devra céder la Sévérie ; plus tard encore, la guerre russo-polonaise (1654-1667) donnera la rive gauche de l'Ukraine et sa capitale, Kiev, aux tsars de Russie-Moscovie. La Volhynie sera, elle, finalement annexée au terme des partages de la Pologne.